# École pour l’informatique et les nouvelles technologies
Die École pour l’informatique et les nouvelles technologies (inoffiziell EPITECH abgekürzt) ist eine private französische Expertenhochschule (Grande école). Sie bildet innerhalb von fünf Jahren Informatik-Experten aus. Die Schule wurde 1999 gegründet. Sie bringt jährlich ungefähr 600 Absolventen hervor.
Die Schule ist Mitglied im Zusammenschluss IONIS Education Group.

## Grundstudium
Epitech ist eine spezialisierte Schule. Die wichtigsten Unterrichtsfächer der Epitech sind:
- Informationssicherheit
- Elektronik
- Telekommunikation
- Informatik
- Automatisierung
- Signalverarbeitung

Außerdem hören die Studenten Vorlesungen in Mathematik, Wirtschaft, Jura und Sprachen.

## Ranking
Epitech ist eine der angesehensten Expertenhochschulen in Frankreich, besonders im Bereich Informationstechnologie. Bei den in Frankreich üblichen Ranglisten erreichte sie durchweg einen der vorderen Plätze.